# Falciot arbori menut
El falciot arbori menut (Hemiprocne comata) és una espècie d'ocell de la família dels hemipròcnids (Hemiprocnidae) que habita els clars dels boscos de la Península Malaia, Sumatra, Borneo i Filipines.